# Есеновский, Михаил Юрьевич
Михаил Юрьевич Есеновский (род. 15 октября 1960, Москва) — русский детский писатель, поэт.

## Биография
Родился в Москве. В детстве мечтал стать астрономом. Любимыми книгами были «Приключения Карандаша и Самоделкина» Юрия Дружкова, «Гулливер» Свифта, «Мюнхгаузен» Распэ, истории Вильгельма Буша. В юности увлекался фантастикой. Окончил Московский государственный технический университет и аспирантуру. Преподавал в школе и университете.
Публикуется с 1993 года, первая публикация в журнале «Огонёк». Изредка использует псевдоним Денис Семиколбасов. Автор ряда книг для детей, в частности, цикла коротких ироничных и абсурдистских рассказов про мальчика Юру, напоминающих прозу Даниила Хармса.
Сотрудничает с художниками Натальей Корсунской, Евгением Подколзиным, Ольгой Подивиловой, Евгенией Двоскиной, Алексеем Капнинским, Аскольдом Акишиным, Ильёй Савченковым, Юрием Скомороховым, Машей Згода, Владиславом Суровегиным, Екатериной Метелицыной.
Книга «Главный шпионский вопрос» (2009) с иллюстрациями Натальи Корсунской стала победителем конкурса «Книга года» в номинации «Лучшая детская книга».

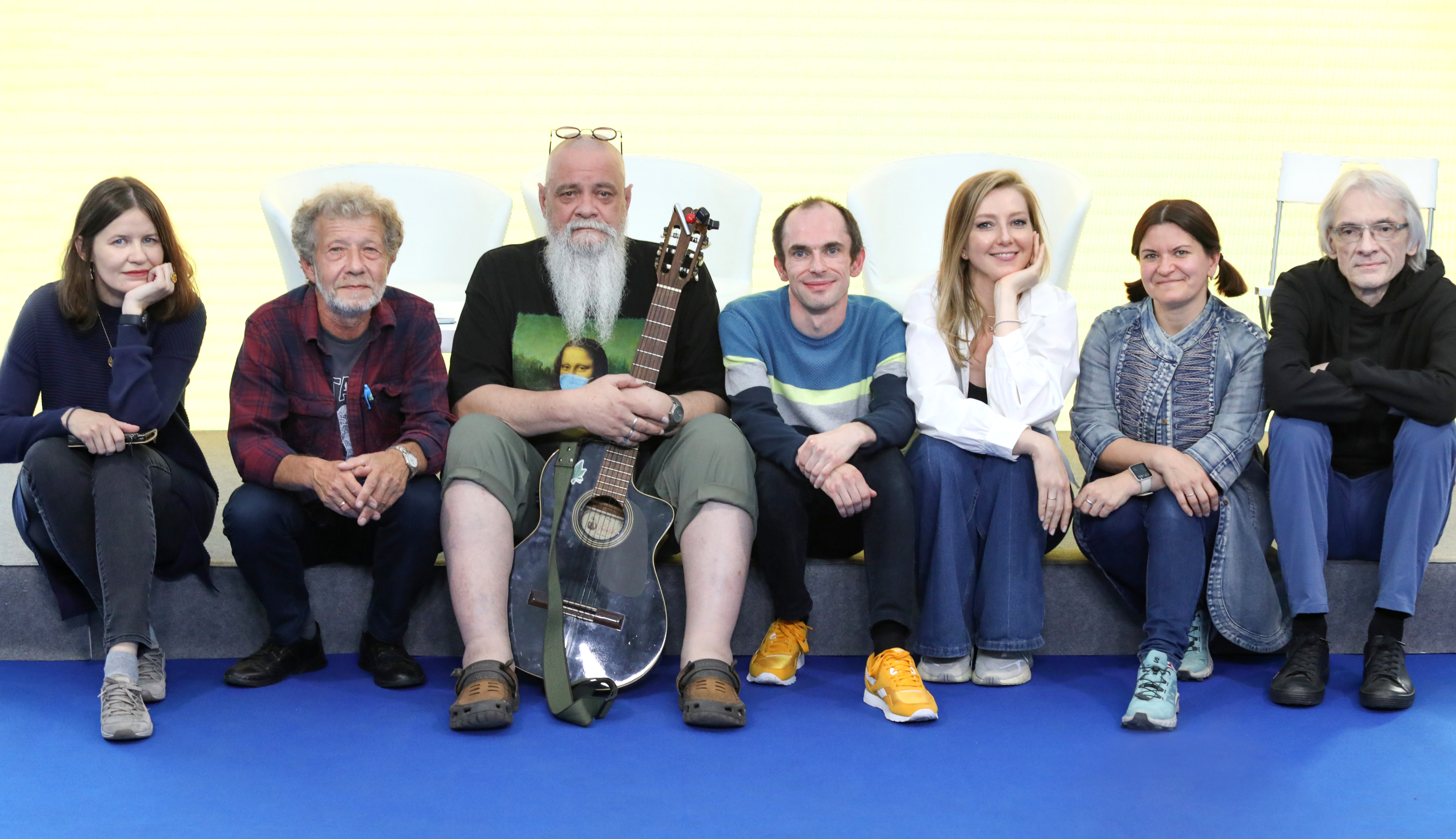
Галина Дядина, Андрей Усачёв, Александр Пинегин, Алексей Зайцев, Анастасия Орлова, Наталия Волкова, Михаил Есеновский на первой Московской международной детской книжной ярмарке

Дорогой читатель! Вообще-то, всё, что я написал, я написал для тебя. Будет время, можешь попробовать почитать. А не будет, просто запомни (и при случае передай всем своим родным и знакомым), что так, мол, и так, живёт в Москве Михаил Юрьевич Есеновский. Ми-ха-ил Юрь-е-вич Е-се-нов-ский. Запомнил? Большое спасибо.
— Михаил Есеновский

## Произведения
- Лазарет (1995)
- Людоеды (1999)
- Папа Большой и Папа Маленький (1999, в журнале «Колобок и Два Жирафа»)
- Гипноз Иванович (2000, в журнале «Колобок и Два Жирафа»)
- Ур-Юр-выр. (Ура! Юра вырос) (Сказки нашего двора). М.: Дрофа, 2000. 40 с. ISBN 5-7107-2969-8
- Стансы Московского метрополитена (2002)
- Главный шпионский вопрос (Серия «Пёстрый квадрат»). М.: Эгмонт, 2009. 62 с. ISBN 978-5-9539-3863-1
  - Переиздана в 2010 году после победы в конкурсе «Книга года». ISBN 978-5-9539-4391-8
  - Переиздана в 2017 году. ISBN 978-5-4471-4297-1
- Пусть будет яблоко (Для взрослых и детей). М.: Art House media, 2010. 109 с. ISBN 978-5-902976-40-0
- Где же ты, моя капуста? М.: Издательский дом Мещерякова, 2013. 77 с. ISBN 978-5-91045-325-2
- Луна за диваном. М.: Жук, 2013. 75 с. ISBN 978-5-903305-49-0
- Муха из Малаховки. М.: Art House media, 2016. 80 с. ISBN 978-5-902976-88-2
- Ангина Марина (Серия «Пёстрый квадрат»). М.: Эгмонт, 2017. 48 с. ISBN 978-5-4471-4877-5
- Прическа номер один (Серия «Пёстрый квадрат»). М.: Эгмонт, 2018. 64 с. ISBN 978-5-4471-4964-2
- Вкусный Юра (Серия «Пёстрый квадрат»). М.: Эгмонт, 2018. 48 с. ISBN 978-5-4471-5216-1
- Папа Большой и Папа Маленький. М.: Издательский дом Мещерякова, 2019. 48 с. ISBN 978-5-00108-410-5
- Муха из Малаховки (Серия «Пёстрый квадрат»). М.: Эгмонт, 2019. 64 с. ISBN 978-5-4471-5837-8
- Гипноз Иванович. М.: Самокат, 2024. 96 с. ISBN 978-5-00167-326-2
- Самая красивая для меня. М.: Самокат, 2024. 92 с.ISBN 978-5-00167-669-0